# Episodi di Anything but Love (prima stagione)
La prima stagione della serie televisiva Anything but Love è stata trasmessa in anteprima negli Stati Uniti d'America dalla ABC tra il 7 marzo 1989 e il 4 aprile 1989.
| nº | Titolo originale   | Titolo italiano | Prima TV USA  | Prima TV Italia |
| -- | ------------------ | --------------- | ------------- | --------------- |
| 1  | Fear of Flying     |                 | 7 marzo 1989  |                 |
| 2  | Deadline           |                 | 14 marzo 1989 |                 |
| 3  | Burning the Toad   |                 | 21 marzo 1989 |                 |
| 4  | Love and Death     |                 | 28 marzo 1989 |                 |
| 5  | Dorothy Dearest    |                 | 4 aprile 1989 |                 |
| 6  | This Is Not a Date |                 | 7 marzo 1989  |                 |